# Ong Bak 3
Ong Bak 3 (tailandês: องค์ บาก 3) é um filme de artes marciais Tailandês de 2010 dirigido, produzido e escrito por Tony Jaa e Panna Rittikrai. A história do filme é uma continuação de Ong Bak 2, onde Tien (Tony Jaa) é brutalmente espancado pelos homens de Lord Rajasena (Sarunyu Wongkrajang). Ele é ajudado a se recuperar pelo Mestre Bua (Nirut Sirijanya), e quando Tien retorna para sua aldeia, ele acha que foi tomado por Bhuti Sangkha (Dan Chupong).

## Enredo
No ano de 1431 na Tailândia, Tien (Tony Jaa) é mantido em cativeiro sendo espancado com varas de madeira. Sob as ordens de Lord Rajasena (Sarunyu Wongkrajang), seus cotovelos e joelhos são quebrados. Enquanto Lorde Rajasena dorme, os guerrilheiros de Tien tentam libertar Tien, mas Bhuti Sangkha (Dan Chupong) aparece e os mata. Lord Rajasena se oferece para contratar Bhuti, mas ele se recusa e dá a oferta para remover a maldição que foi colocada em Rajasena antes de sair. Rajasena ordena que seus homens matem Tien, mas antes que isso possa ser feito, um homem chega com o perdão do rei, indicando que ele tomará Tien, para grande ira de Rajasena. O mensageiro devolve Tien aos aldeões do Kana Khone. Depois de afastar a vila dos invasores que estão atrás de Tien, o Mestre Bua (Nirut Sirijanya) se sente culpado pela prisão de Tien e se torna um monge budista. Pim (Primrata Det-Udom) cura Tien para a vida, mas descobre que Tien ainda está aleijado de suas surras. Tien então embarca em um regime de reabilitação com a ajuda do Mestre Bua.
Rajasena visita Bhuti em seu templo para remover sua maldição, mas Bhuti revela seu verdadeiro motivo de usurpar Rajasena e se tornar o novo rei. Depois de uma batalha, Bhuti decapita Rajasena, mas sua cabeça cortada amaldiçoa Bhuti. Depois de meditar, Tien retorna a sua aldeia para encontrá-lo em ruínas, e os sobreviventes dos aldeões sequestrados e escravizados por Bhuti. Bhuti usa sua magia para evocar um eclipse. Quando Pim se revela como a companheira de Tien, ela é levada para o palácio de Bhuti, onde é morta. Tien testemunha essa morte de uma estátua e luta contra os guardas antes de confrontar Bhuti, que lança uma lança no peito de Tien. Quando ele cai de joelhos, derrotado, ele se lembra das palavras de Bua, e se encontra novamente em cima da estátua. Superando a ilusão de Bhuti, os raios e a magia do eclipse de Bhuti são dissipados. Bhuti tenta escapar, mas é confrontado por Tien. Bhuti tenta novamente lançar uma lança em Tien, que a pega e a joga de lado. Na borda real acima da arena, as pontas dos dedos eretas de Tien seguram Bhuti no alto de seu queixo. De repente, uma tromba de elefante bate nas portas abaixo da borda, fazendo Bhuti cair do alcance de Tien. Bhuti cai sobre as presas do elefante. A câmera se move enquanto observamos Bhuti morrendo no chão, perfurado pela presa quebrada do elefante. Enquanto respira pela última vez, o elefante, agora lembrando a única presa Ganesha, levanta a cabeça em uma trombeta vitoriosa. Começando a vida de novo, com o bem ter triunfado sobre o mal, a cena final abre como Tien, Pim e os aldeões restantes, rezam diante da estátua de Ong Bak.

## Elenco
Tony Jaa - Tien
Sarunyu Wongkrachang - Rajasena
Primorata Dejudom - Pim 
Nirut Sirichanya - Mestre Bua
Petchtai Wongkamlao - Mhen
Dan Chupong - Bhuti Sangkha